# Ганимете Тербеши
Ганимете Тербеши (алб. Ganimete Terbeshi; Ђаковица, 1927 — Ђаковица, 28. август 1944), учесник Народноослободилачке борбе.

## Биографија
Рођена је 1927. године у Ђаковици у сиромашној радничкој породици. Ње отац Халим је рано преминуо, па се Ганимета с мајком Мурадијом и старијим братом Абедином преселила код очеве сестре Шефкије, где су сви заједно живели.
Њен брат Зејнел Абедин Тербеши (1921—1943), као млади радник је приступио револуционарном радничком покрету, а након окупације 1941. године је био један од активиста Народноослободилачког покрета (НОП) у Ђаковици. Када је Емин Дураку дошао у Ђаковицу, Абедин је постао један од његових најближих сарадника, па је био примљен у чланство Комунистичке партије Југославије (КПЈ) и постао члан Месног комитета КПЈ за Ђаковицу.
Његов рада је у почетку био у строгој илегалности, а током 1942. године у рад НОП-а је почела да се укључује и Ганимета, која је у почетку углавном обављала курирске послове. Увидевши њену смелост у извршавању поверених задатака, локално руководство Савеза комунистичке омладине Југославије (СКОЈ) је одлучило да је са свега 15 година прими у своје чланство.
Ганиметин и Абединов илегални рад се брзо проширио и на остале укућане — мајку Мурадију и тетку Шефкију, а њихова кућа је постала једна од главних бата НОП-а у Ђаковици, у коју су често свраћали илегалци. Ганимета и њене мајка и тетка су илегално преносиле оружје и муницију, летке, партијски и други материја, а у својој кући су чувале илегалце. Абедин је касније отишао у партизане и био борац партизанског одреда „Емин Дураку”, који је формиран децембра 1942. године, али је одлуком партије као искусни илегалац био враћен у Ђаковицу са задатком да ту настави с деловањем.
Марта 1943. године Абедин је био један од организатор великих антифашистичких демонстрација у Ђаковици, током којих су страдала двојица омладинаца — Шани Нуши и Зај Хамали. Након демонстрација италијански окупатор је ухапсио преко 200 учесника, а за Абедином се као једним од организатора интензивно трагало, па је морао да пређе у потпуну илегалност. Због немогућности да даље остане у граду, одлучио је да поново оде у партизане, али је током скривања у једној илегалној бази био откривен и ухапшен, крајем марта 1943. године.
Након хапшења био је спроведен у италијански затвор у Ђаковици, где је био страшно мучен у нади да ће открити своје сараднике. Пошто није желео да открије ништа што је знао, окупатор одлучује да његову смрт искористи за заплашивање јавности. Претучен и полумртав је био изнесен на улицу испред затвора где је остављен да издахне.
Након братовљеве смрти Ганимета се још активније у укључује у Народноослободилачки покрет. Током 1943. године сарађивала је другим илегалцима, а пре свега с секретарима актива СКОЈ-а у Ђаковици, међу којима су били — Нада Лалевић, Добрила Божовић и Хурија Хана. Такође, њена мајка Мурадија се тада активира у НОП-у и постаје чланица једне женске групе, којом је руководила Хајрија Морина. Касније Шефкија Тербеши, Бадем Хоџа и она постају руководиоци групе албанских жена у Ђаковици. Ипак њихова илегална активност није остала непримећена од окупатора и оне су се крајем 1943. године, морале повући у илегалност.
Почетком 1944. године, Немци који су након капитулације Италије окупирали Метохију, завели су терор у Ђаковици. Блокирали су град и заједно с албанским жандармима су упадали у куће и вршили претресе. Понегде су где су сумњали да се налазе илегалне базе, а нису могли да их открију палили куће. Овакав свакодневнии терор трајао је све до марта 1944. године. У једној од ових рација биле су откривене и ухапшене Ганимета и њена тетка Шефкија.
Као рођаке познатог комунисте Абедина Тербешија, Ганимета и Шефкија су биле спроведене у најпре у затвор у Пећи, а потом су биле пребачене у логор у Приштину. Један од иследника видевши пред собом ситну шеснаестогодишњу девојчицу очекивао је да ће лако натерати да проговори и открије све што зна везано за НОП. Упркос свим мучењима Ганимета никога није одала икао је познавала велики број илегалаца. Поред упорног ћутања, она је својим иследницима пркосила и говорећи да треба да чују шта једна Албанка мисли о њима.
Њена тетка Шефкија је из приштинског логора била пребачена у Беч, где је остала до краја рата. Ганимета је крајем августа била враћена у Ђаковицу, где је 24. августа 1944. године била обешена заједно са још 11 родољуба. Приликом јавног вешања на градској пијаци, коме је присуствовао велики број грађана, Ганимета је пркосила окупатору узвикујући антифашистичке пароле, позивајући народ на борбу и кличући слободи и Комунистичкој партији.
Након ослобођења, Ганиметина и Абединова мајка Мурадина и тетка Шефкија су активно политички радиле међу албанским женама у Ђаковици, посебно се Мурадина истакла у раду на просвећивању жена и акцији скидања фереџа.
Приликом обележавања тридесетогодишњице погибије пионира-борца и народног хероја Бошка Бухе, 1973. године у меморијалном комплексу „Бошко Буха”, у селу Јабуци, код Пријепоља је изграђена Алеја неустрашиве младости у којој су постављене спомен-бисте пионира и омладинаца палих у Народноослободилачком рату — по један из сваке републике и покрајине СФР Југославије. Као симбол пионира и омладинаца страдалих на територији САП Косово била је постављена спомен-биста Ганимете Тербеши, рад вајара Љубоја Чабаркапе, из Пљеваља.

## Фотогалерија
- Спомен-биста Ганимете Тербеши у Јабуци, код Пријепоља
- Спомен-биста Ганимете Тербеши у Ђаковици